# Fork (blockchain)
Fork – zdarzenie w procesie rozwoju implementacji blockchain, które polega na duplikacji głównego łańcucha bloków wraz ze zmianami w protokole łańcucha; Tworzenie odgałęzienia wprowadzającego zmiany bez zmian łańcucha głównego – łańcuch rozchodzi się na dwie ścieżki które mogą funkcjonować bez kolizji.
Przyczyn duplikacji łańcucha może być wiele, najczęściej to jednak brak porozumienia stron rozwijających oprogramowanie, kwestie związane z bezpieczeństwem, naprawa skutków błędów w łańcuchu lub odwrócenie skutków ataków hakerskich.

## Soft fork
nazywa się tak dostosowanie protokołu do aktualnych warunków w danym blockchain lub kryptowalutach. Przykładem może być dopracowanie szczegółów związanych z wielkością bloków lub niewielka zmiana w charakterystyce transakcji. Zdecydowana większość uczestników sieci powinna opowiadać się za taką zmianą, aby nastąpił soft fork.

### Przykład
Segregated Witness (SegWit) – aktualizacja protokołu która zmienia sposób w jaki przechowywane są w niej dane. W protokole bitcoina został on zaimplementowany 23 sierpnia 2017 roku. Korzyści związane z implementacją rozwiązania to przyrost prędkości transakcji, wzrost pojemności bloków i naprawa błędów.

## Hard fork
jest to utworzenie nowego łańcucha, który jest identyczny z oryginalnym, ale wprowadza zmiany w protokole, które muszą zostać zaakceptowane przez całą sieć. Hard fork występuje, gdy węzły nowszej wersji łańcucha blokowego nie akceptują poprzedniego protokołu. Dodanie nowej reguły do kodu tworzy hard fork.

### Przykład
Bitcoin Cash – 1 sierpnia 2017, aktualizacja protokołu mająca na celu zmianę wielkości bloku, częstotliwość zwiększania trudności co 10 minut.